# Prionyx neoxenus
Prionyx neoxenus är en biart som först beskrevs av Kohl 1890.  Prionyx neoxenus ingår i släktet Prionyx och familjen grävsteklar. Inga underarter finns listade i Catalogue of Life.